# Álvaro Hodeg
Álvaro José Hodeg Chagüi (ur. 16 września 1996 w Monteríi) – kolumbijski kolarz szosowy.

## Osiągnięcia
Opracowano na podstawie:

2017
- 2. miejsce w Grote Prijs Stad Sint-Niklaas
- 1. miejsce na 6. etapie Tour de l’Avenir

2018
- 1. miejsce w Handzame Classic
- 1. miejsce na 1. etapie Volta Ciclista a Catalunya
- 1. miejsce w Hammer Sportzone Limburg (drużynowo)
- 1. miejsce na 1. etapie Adriatica Ionica Race (jazda drużynowa na czas)
- 1. miejsce na 3. etapie Tour de Pologne
- 1. miejsce na 1. etapie Deutschland Tour
- 3. miejsce w Grand Prix de Fourmies
- 1. miejsce na 5. etapie Presidential Cycling Tour of Turkey

2019
- 1. miejsce na 2. etapie Tour Colombia
- 3. miejsce w Bredene Koksijde Classic
- 1. miejsce na 2. etapie Hammer Stavanger (drużynowo)
- 1. miejsce na 2. etapie Tour of Norway
- 1. miejsce w Heylen Vastgoed Heistse Pijl
- 1. miejsce w klasyfikacji punktowej Adriatica Ionica Race
  - 1. miejsce na 1. i 4. etapie
- 1. miejsce na 5. etapie BinckBank Tour
- 1. miejsce w Münsterland Giro

2021
- 1. miejsce na 1. etapie Tour de l’Ain
- 1. miejsce w Grote Prijs Marcel Kint
- 1. miejsce na 1. etapie Okolo Slovenska

## Rankingi
| Rok              | 2016  | 2017 | 2018 | 2019 | 2020 | 2021 | 2022 | 2023 |
| ---------------- | ----- | ---- | ---- | ---- | ---- | ---- | ---- | ---- |
| UCI World Tour   | -     | -    | 129. |      |      |      |      |      |
| World Ranking    | 1516. | 953. | 105. | 126. | 563. | 217. | -    | 993. |
| UCI Europe Tour  | -     | 599. | 54.  |      |      |      |      |      |
| UCI Asia Tour    | 252.  | -    | -    |      |      |      |      |      |
| UCI America Tour | -     | -    | 428. | 10.  | 40.  | 16.  | -    | -    |
|                  |       |      |      |      |      |      |      |      |
| Źródło: UCI      |       |      |      |      |      |      |      |      |